# Pelecopsis aureipes
Pelecopsis aureipes är en spindelart som beskrevs av Denis 1962. Pelecopsis aureipes ingår i släktet Pelecopsis och familjen täckvävarspindlar.
Artens utbredningsområde är Marocko. Inga underarter finns listade i Catalogue of Life.